# Petre Sergescu
Petre Sergescu   (Drobeta-Turnu Severin, 17 de desembre de 1893 - París, 21 de desembre de 1954), conegut a França com Pierre Sergesco, va ser un historiador de les ciències i matemàtic romanès exiliat a França.

## Vida i Obra
Sergescu va patir de nen un accident que el va deixar sense un ull, però la seva mare es va esforçar molt en ajudar-lo per a superar aquesta deficiència. Després de fer els estudis secundaris a la seva vila natal, va fer estudis universitaris de filosofia i matemàtiques a la universitat de Bucarest. També va tenir notables habilitats en la música, que ca estudiar al conservatori. El seu professor de matemàtiques va ser Gheorghe Țițeica que el va distingir per les seves aptituds. El 1916 es va graduar i, en passar Romania al camp aliat durant la Primera Guerra Mundial, va ser arrestat pels alemanys i empresonat al camp de presoners de Plòvdiv durant un any i mig.
Passada la guerra va obtenir una beca per estudiar a París des de 1919 fins a 1923. A París va tenir ocasió de seguir el cursos de història de la ciència de Pierre Boutroux al Collège de France, a més dels seus estudis de matemàtiques a la Sorbona i a l'ENS. El 1923 va defensar la seva tesi doctoral a la universitat de Bucarest. Des de 1926 fins a l'ocupació nazi va ser professor de la universitat de Cluj-Napoca i durant l'ocupació ho va ser a la universitat de Timisoara fins al 1943 en que va ser transferit a la universitat tècnica de Bucarest, de la qual va ser rector entre 1945 i 1948. El 1948 es va negar a prestar jurament a la nova república democràtica i es va exiliar a París amb la seva esposa, l'escriptora i periodista polonesa Marya Kasterska, amb qui s'havia casat el 1922 a París.
Durant el seu exili parisí, es va dedicar a promocionar la recent creada Unió Internacional d'Història de la Ciència i va ser molt actiu políticament entre els cercles d'exiliats romanesos agrupats en el Comité Nacional Romanès. Va morir sobtadament a París el 1954.
Com historiador de la ciència el seu interès principal va residir en les matemàtiques franceses de començaments del segle xix. Com matemàtic es va interessar per les equacions integrals, la teoria de nombres, la geometria dels polinomis i l'anàlisi matemàtica.